# アティ (チャド)
アティ（フランス語: Ati、アラビア語: آتي ）はチャドの都市。チャド中部・バタ州の州都であり、西バタ県の県都を兼ねる。バタ川（ワジ）の河畔に位置する。人口は25,912人（2009年推計）。北緯13度13分 東経18度20分に位置する。

## 交通

### 空港
- アティ空港 - IATA空港コードはATV。

## 教育
- アティ科学技術大学（L'Université des Sciences et de Technologie d'Ati） - 2008年3月に設置されている。